# Pisma iz Egipta
Pisma iz Egipta je celovečerni slovenski film Televizije Slovenija v sodelovanju s produkcijsko hišo Casablanca. Film je bil premierno predvajan 8. 12. 2010 na 1. sporedu Televizije Slovenije.
Scenarij za film je leta 2007 nagradil Eurowistdom, s katerim Evropska komisija za znanost in tehnologijo podpira teme, ki obravnavajo znanstveno tematiko in problematiko žensk v znanosti. Zgodba namreč temelji na dejanskem odkritju formule za ohranjanje črnila na starih dokumentih, ki ga je odkrila slovenska znanstvenica Jana Kolar.

## Igrajo
- Aleksandra Balmazovič
- Sebastian Cavazza
- Draga Potočnjak
- Primož Pirnat
- Saša Mihelčič
- Saša Pavlin
- Svetozar Polič
- Gašper Tič
- Grega Zorc
- Pavle Ravnohrib
- Igor Štamulak

## Ekipa
- direktor fotografije: Bojan Kastelic
- montažer:
- snemalec zvoka:
- oblikovalec zvoka:
- scenografinja: Urša Loboda
- kostumografinja:  Meta Sever
- oblikovalka maske: Anja Godina